# NGC 7056
NGC 7056 is een balkspiraalstelsel in het sterrenbeeld Pegasus. Het hemelobject werd op 17 september 1863 ontdekt door de Duitse astronoom Albert Marth.

## Synoniemen
- IC 1382
- UGC 11734
- MCG 3-54-8
- ZWG 449.19
- KARA 911
- PGC 66641